# Ruslans Sorokins
Ruslans Sorokins (* 11. März 1982 in Riga) ist ein ehemaliger lettischer Volleyball- und Beachvolleyballspieler. Er ist vierfacher lettischer sowie indischer Volleyballmeister.

## Karriere
Sorokins belegte 2002 bei der Junioren-Weltmeisterschaft in Catania mit Tomass Marnics den neunten Rang. Ab 2003 bestritt er mit Andris Krūmiņš diverse internationale Turniere. 2006 hatte er die ersten gemeinsamen Auftritte mit Aleksandrs Samoilovs. In den nächsten Jahren spielte er mit wechselnden Partnern. In Kristiansand trat er 2008 erstmals wieder mit Samoilovs an. Bei der WM 2009 in Stavanger kamen Samoilovs/Sorokins als Gruppenzweiter in die KO-Runde und im Achtelfinale gelang Rogers/Dalhausser die Revanche. Im gleichen Jahr erreichten sie das Endspiel der Kristiansand Open. 2010 schafften sie diverse neunte Plätze bei Grand Slams und Open-Turniere. Im Achtelfinale der EM in Berlin konnten sie die aktuellen Weltmeister Brink/Reckermann bezwingen, bevor sie gegen die Österreicher Doppler/Mellitzer verloren und Fünfter wurden. 2011 erreichten sie die erste Hauptrunde der WM in Rom und scheiterten im Tiebreak an den Brasilianern Ferramenta/Pedro. Bei den Olympischen Spielen 2012 in London belegten Samoilovs/Sorokins den neunten Platz.
2013 spielte Ruslans Sorokins zusammen mit Toms Šmēdiņš. Bei der WM in Stare Jabłonki schieden Sorokins/Šmēdiņš trotz eines Sieges über die Niederländer Spijkers/Varenhorst nach der Vorrunde aus. 2014 war Edvarts Buivids Sorokins Partner. 2015 spielte er mit Aleksandrs Solovejs und mit Toms Benjavs. 2016 stand Sorokins mit Ingars Ivanovs und mit Rihards Finsters auf dem Feld.